# Ritratto di Lorenzo di Credi
Il Ritratto di Lorenzo di Credi è un dipinto a olio su tavola trasferito su tela (44x30,5 cm) di Pietro Vannucci detto il Perugino, databile al 1488 e conservato nella National Gallery of Art di Washington.

## Descrizione e stile
Prima che il dipinto fosse trasferito su tela, era leggibile sul supporto ligneo l'iscrizione "Lorenzo di Credi, pittore più eccellente, 1488, età 32 anni, 8 mesi", aggiunta probabilmente nel XVI secolo, che per anni ha fatto pensare si trattasse della firma dell'artista, magari di un autoritratto. Oggi si ritiene piuttosto che la scritta volesse ricordare il soggetto e l'analisi stilistica ha avvicinato il dipinto ai modi del Perugino, compagno di bottega di Lorenzo sotto il comune maestro Verrocchio, soprattutto confrontando alcune caratteristiche col Ritratto di Francesco delle Opere agli Uffizi, che presenta il medesimo modo di dipingere la mascella. Lo stesso stile con forti sottosquadri nei piani di colore e con i capelli arruffati rimanda più direttamente alla pittura del giovane Perugino piuttosto che allo stile liscio e soffuso di Lorenzo di Credi, molto più vicino a quello di un altro grande allievo di Verrocchio, Leonardo da Vinci.
Il pittore è raffigurato di tre quarti, volto a sinistra, sullo sfondo di un paesaggio di rocce e colline punteggiate da alberelli che sfumano in lontananza. Indossa una berretta nera e una veste dello stesso colore sopra una camicia bianca che si intravede al colletto. Il volto è affilato, il naso aquilino, le sopracciglia folte, la bocca carnosa e con un'espressione seriosa, il mento allungato, i capelli castani e lunghi. L'inclinazione della testa all'indietro, assieme all'espressione del viso, rafforza il tono malinconico e distante del ritratto. Forse ciò è da mettere in relazione con la morte del maestro Verrocchio nel 1488 a Venezia, il cui corpo senza vita venne riportato a Firenze proprio da Lorenzo di Credi.